# Zamarada acosmeta
Zamarada acosmeta là một loài bướm đêm trong họ Geometridae.